# Huurbevriezing
Huurbevriezing is een vorm van prijscontrole waarbij verdere verhogingen van de huurprijs van een huurwoning worden verboden.
Huurbevriezing is bedoeld om huisvesting betaalbaarder te maken. Onder economen bestaat echter consensus dat huurbevriezing zowel de kwaliteit als de kwantiteit van woningen vermindert. Economen van zowel rechts als links zijn het er vrijwel unaniem over eens dat huurbevriezing de huisvestingsproblemen op de lange termijn verergert.

## Termen
In de academische literatuur wordt eerder de bredere term huurprijsregulering gebruikt. Deze term omvat een spectrum aan maatregelen, variërend van het opleggen van een absoluut maximumbedrag voor de huur (waarbij verhogingen niet zijn toegestaan) tot het opleggen van beperkingen op de mate waarin de huur mag stijgen. Dergelijke beperkingen kunnen zowel tijdens als tussen huurperiodes van kracht zijn.
In het publieke debat wordt de term huurprijsregulering echter weinig gebruikt; doorgaans spreekt men van huurbevriezing. Daarbij wordt de term huurbevriezing soms ook gebruikt als algemene aanduiding voor uiteenlopende vormen van huurprijsregulering, terwijl in de academische literatuur een meer strikte definitie voor huurbevriezing wordt gebruikt: een absoluut verbod op huurverhogingen.

## Verschillende vormen
De algemene term 'huurprijsregulering' kan betrekking hebben op verschillende soorten van prijscontrole:
- Strikte prijsplafonds, ook bekend als huurbevriezingssystemen, waarbij helemaal geen huurverhogingen zijn toegestaan (de huur wordt doorgaans bevroren op het tarief dat gold bij invoering van de wet);
- Huurprijsbeperking tussen huurperiodes, waarbij de huurprijs kan stijgen, maar deze verhogingen tussen huurperiodes gereguleerd blijven (een nieuwe huurder betaalt bijna dezelfde huur als de vorige huurder);
- Huurprijsvrijgave bij nieuwe verhuring, waarbij prijsstijgingen tijdens een huurperiode worden beperkt, maar de huur tussen periodes mag stijgen tot het markttarief (nieuwe huurders betalen de marktprijs, terwijl verhogingen tijdens hun huurperiode beperkt blijven).[9]

## Effectiviteit

Het producentensurplus neemt af door het prijsplafond, het consumentensurplus kan toenemen maar dat hoeft niet, het aanbod neemt af en de vraag neemt toe.

### Op aanbod van huizen
Onder economen bestaat brede consensus dat huurbevriezing zowel de kwaliteit als de kwantiteit van huurwoningen vermindert. Economen van zowel rechts als links het er vrijwel unaniem over eens dat huurbevriezing de huisvestingsproblemen op de lange termijn verergert.
Zowel neoklassieke als Keynesiaanse economen stellen dat bepaalde vormen van huurregulering schaarste creëren en de tekorten op de woningmarkt verergeren. Dit komt doordat dergelijke maatregelen particuliere investeringen in de huurmarkt ontmoedigen. Bovendien ontstaat er een zogenaamd dood gewicht, een verlies dat door de prijsplafonds nooit meer kan worden teruggewonnen.
Een enquête uit 1992 onder 464 Amerikaanse economen, postdocs economie en leden van de American Economic Association wees uit dat 93% het ‘over het algemeen eens’ was of het ‘met voorbehoud eens’ was met de stelling dat "een plafond op de huurprijzen de hoeveelheid en kwaliteit van de beschikbare huisvesting vermindert".
Een overzicht van de economische literatuur uit 2009 door Blair Jenkins, waarin zowel theoretisch als empirisch onderzoek wordt gedaan naar verschillende aspecten van de kwestie, zoals de beschikbaarheid van woningen, het onderhoud en de kwaliteit van woningen, huurprijzen, politieke en administratieve kosten, en herverdeling, voor zowel eerste- als tweede-generatie huurprijsregulering, concludeert dat "de economische professie een zeldzame consensus heeft bereikt: huurprijsregulering creëert veel meer problemen dan het oplost".
In een peiling uit 2012 onder 41 economen, uitgevoerd door het Initiative on Global Markets (IGM) Economic Experts Panel, waarin de meningen werden gevraagd over de stelling "Lokale verordeningen die de huurverhogingen voor bepaalde huurwoningen beperken, zoals in New York en San Francisco, hebben de afgelopen drie decennia een positieve impact gehad op de hoeveelheid en kwaliteit van breed betaalbare huurwoningen in steden die deze maatregelen hebben toegepast," antwoordden 13 leden met "sterk mee oneens," 20 leden waren het er niet mee eens, 1 lid was het ermee eens en 7 gaven geen antwoord, waren onbeslist of hadden geen mening.
Paul Krugman schrijft dat huurprijsregulering de bouw van nieuwe woningen belemmert, leidt tot bittere relaties tussen huurders en verhuurders, en in markten waar niet alle appartementen onder huurprijsregulering vallen, resulteert in een stijging van de huren voor ongecontroleerde woningen.
De Zweedse econoom Assar Lindbeck, expert op het gebied van huisvesting, zei dat "huurprijsregulering de meest efficiënte techniek lijkt te zijn die momenteel bekend is om een stad te vernietigen – afgezien van bombardementen".

### Op huurders met lage inkomens
In een analyse uit 2013 van het economisch onderzoek naar huurbevriezing door Peter Tatian van het Urban Institute, werd geconcludeerd dat "huurbevriezing niet effectief is in het beschermen van de beoogde begunstigden — arme of kwetsbare huurders — omdat de voordelen vaak willekeurig worden verdeeld." Hij concludeerde verder dat "er, gezien het huidige onderzoek, weinig is dat in het voordeel van huurprijsregulering spreekt".

## Toepassingen
In 2016 hadden minstens 14 van de 36 OESO-landen een vorm van huurprijsregulering.
In 2020 voerde Berlijn een huurbevriezing door, wat ongekend was op de Duitse huizenmarkt. De huidige huurders profiteerden hiervan, maar het leidde er wel toe dat er minder nieuwe woningen beschikbaar kwamen, wat nadelig was voor woningzoekenden. De huurbevriezing werd in 2021 ingetrokken.

## Alternatieven
Onderzoek wijst op meer effectieve maatregelen om de uitdagingen aan te pakken waarmee lagere inkomensgroepen en gezinnen te maken krijgen bij het vinden van betaalbare huisvesting. Volgens een literatuuroverzicht van Lisa Sturtevant omvatten belangrijke strategieën het gebruik van woonbonnen en het geven van belastingskortingen aan mensen met lage inkomens, die beide als veelbelovender worden gezien voor het creëren van betaalbare huisvestingsmogelijkheden.
De Reason Foundation bepleit, naast woonbonnen, voor minder restrictieve bestemmingsplannen en bouwregelgeving als een belangrijk alternatief om de betaalbaarheid van woningen te verbeteren. Zij stellen dat deze regelgeving de ontwikkelingskosten opdrijft, waardoor de beschikbaarheid van betaalbare huurwoningen wordt beperkt. Het verminderen van deze regelgevende lasten en het vereenvoudigen van goedkeuringsprocedures zal nieuwbouw aanmoedigen en het woningaanbod uitbreiden.